# Sarah Jessica Parker
Sarah Jessica Parker (Nelsonville, 25 de março de 1965) é uma premiada atriz e produtora norte-americana, mais conhecida por sua atuação como a protagonista da série de televisão Sex and the City.
Casou-se em 1997 com o também ator Matthew Broderick, com quem tem três filhos: James Wilkie, e as gêmeas Marion Loretta e Tabitha Hodge, nascidas 22 de junho de 2009.
Atualmente, Sarah voltou para a televisão com o revival de Sex and the City, a série And Just Like That... na HBO, que já conta com três temporadas.

## Carreira
Sarah e seus quatro irmãos apareceram em uma produção do The Sound of Music no outdoor Teatro Municipal (Muny) em St. Louis, Missouri. Ela foi escolhida para um papel no novo musical da Broadway Annie 1977-1981: Primeiro no "pequeno papel" de "July" e, em seguida, sucedendo Andrea McArdle e Shelley Bruce no papel principal da órfão da era da Depressão, a partir de março de 1979. Sarah realizou o papel por um ano.
Em 1982, Sarah foi escalada como o co-líder dos Square Pegs CBS sitcom. O show durou apenas uma temporada, mas o desempenho dela, como uma adolescente tímida que mostrou profundezas ocultas, foi criticamente bem recebido. Nos três anos que se seguiram, ela foi lançada em quatro filmes: os mais significativos sendo Footloose em 1984 e, em 1984, o filme Just Wanna Have Fun, co-estrelado por Helen Hunt. Em 1986, Parker apareceu no filme O Voo do Navegador, um filme de ficção científica da Disney.
No início dos anos 1990, a carreira de Sarah foi ganhando força. Em 1991, ela apareceu em um papel coadjuvante na romântica história de comédia LA. Filme em que sua performance recebeu críticas positivas. No ano seguinte, ela conseguiu um papel de protagonista no filme Lua de mel bem-recebido em Vegas, co-estrelado por Nicolas Cage. Em 1993 seu papel no Hocus Pocus filme foi um sucesso de bilheteria, mas recebeu críticas negativas. Também em 1993, ela estrelou como um mergulhador polícia oposto de Bruce Willis no filme Distância impressionante. No ano seguinte, ela apareceu ao lado de Johnny Depp no aclamado filme de Ed Wood como a namorada de Wood Dolores Fuller
O filme Rhapsody Miami, em 1995, foi uma comédia romântica em que ela teve um papel principal. Em 1996, ela apareceu em outro filme dirigido por Tim Burton, Marte Ataca!, Bem como em O Clube das Divorciadas e a The Substance of Fire, em que ela reprisou seu papel no palco. Em 1997, ela apareceu como Francesca Lanfield, uma decadente atriz ex-criança, na comédia Till There Was You.

## Sex and the City
O roteiro de uma série da HBO drama/comédia intitulado Sex and the City foi enviado para Parker. O criador do programa, Darren Star, a queria para seu projeto. Apesar de algumas dúvidas sobre o que está sendo convertido em uma série de televisão de longo prazo, Parker concordou em estrelar. Após cinco indicações, em 2004, Parker ganhou um Emmy por seu papel. "Parker disse em 2006 que ela "nunca vai fazer um programa de televisão de novo".
Depois que Sex and the City terminou em 2004, rumores de uma versão cinematográfica circulou. Foi revelado que um script foi concluído para tal projeto. Na época, Parker disse que um filme provavelmente nunca seria feita. Dois anos mais tarde, os preparativos foram retomadas, e o filme foi lançado em 30 de maio de 2008. A sequência do filme, Sex and the City 2, foi lançado em 2010.

## And Just Like That...
Na série And Just Like That..., continuação de Sex And The City, Sarah volta a interpretar a personagem de Carrie Bradshaw. A série estreou em 9 de dezembro de 2021 na HBO Max, após o cancelamento de um terceiro filme da franquia, o projeto foi reformulado como uma série.
Em janeiro de 2021, a HBO anunciou oficialmente And Just Like That..., com Parker não somente na atuação, mas também servindo de produtora executiva da obra, ao lado de Cynthia Nixon e Kristin Davis. 
Na nova série, Carrie Bradshaw enfrenta desafios da meia-idade, incluindo o luto pela perda de seu marido, Mr. Big, reavaliando suas escolhas de vida e a reconfiguração de suas amizades e carreira. A narrativa explora a transição de Carrie para uma nova fase da vida, mantendo sua essência como uma escritora e ícone da moda.
A primeira temporada da série recebeu críticas mistas, com alguns espectadores considerando-a inferior à série original. Apesar disso, a performance de Sarah Jessica Parker foi elogiada por sua profundidade emocional e autenticidade. Em entrevistas, Parker expressou entusiamos pelo retorno de personagens queridos e pela oportunidade de explorar novas dinâmicas na vida da Carrie.
Com duas temporadas já no ar, And Just Like That está com uma terceira temporada prevista para começar no dia 29 de maio de 2025.

## Vida pessoal
Sarah esteve envolvida romanticamente com o ator Robert Downey Jr., de 1984 até 1991. Eles se conheceram no set do Primogênito. Downey teve um problema com drogas, o que afetou sua relação. Parker disse: "Eu acreditava que eu era a pessoa que o mantinha inteiro".
Em 19 de maio de 1997, ela se casou com o ator Matthew Broderick, com quem ela foi apresentada por um de seus irmãos na empresa Nua Anjos teatro, onde ambos trabalharam. O casal se casou em uma cerimônia civil em uma sinagoga histórica na Lower East Side, em Manhattan. O filho do casal, James Wilkie Broderick, nasceu em 2002. Ele recebeu seu nome em homenagem ao pai de Broderick, o ator James Joseph Broderick, e o escritor Wilkie Collins.
Sarah e Broderick tiveram filhas gêmeas, Marion Loretta Elwell e Tabitha Hodge, que nasceram por meio de uma barriga de aluguel em junho de 2009. Seus nomes do meio de "Elwell" e "Hodge" são da família da mãe de Parker.
A partir de 2009, ela vive em Nova York com seu marido, filho e filhas. Eles também gastam um tempo considerável em sua segunda casa perto Kilcar, uma aldeia no condado de Donegal, na Irlanda, onde Broderick passava os verões quando criança.
Sarah é um membro proeminente do Comitê de Hollywood Mulheres Política. Ela é representante do UNICEF para as Artes Cênicas. Em 2006, ela viajou para a Libéria como embaixadora da UNICEF. Ela disse: "É um lugar que recebe pouca ou nenhuma atenção, por isso estamos indo para tentar trazer um pouco de atenção ao país". Ela é Embaixadora da Boa Vontade da UNICEF para os Estados Unidos. Parker apareceu no episódio de estreia da versão dos EUA de "Quem você pensa que é?" em 5 de março de 2010, onde ela descobriu que tinha ancestrais envolvidos na corrida do ouro na Califórnia de 1849-1850 e nos Salem Witch Trials de 1692.

## Filmografia

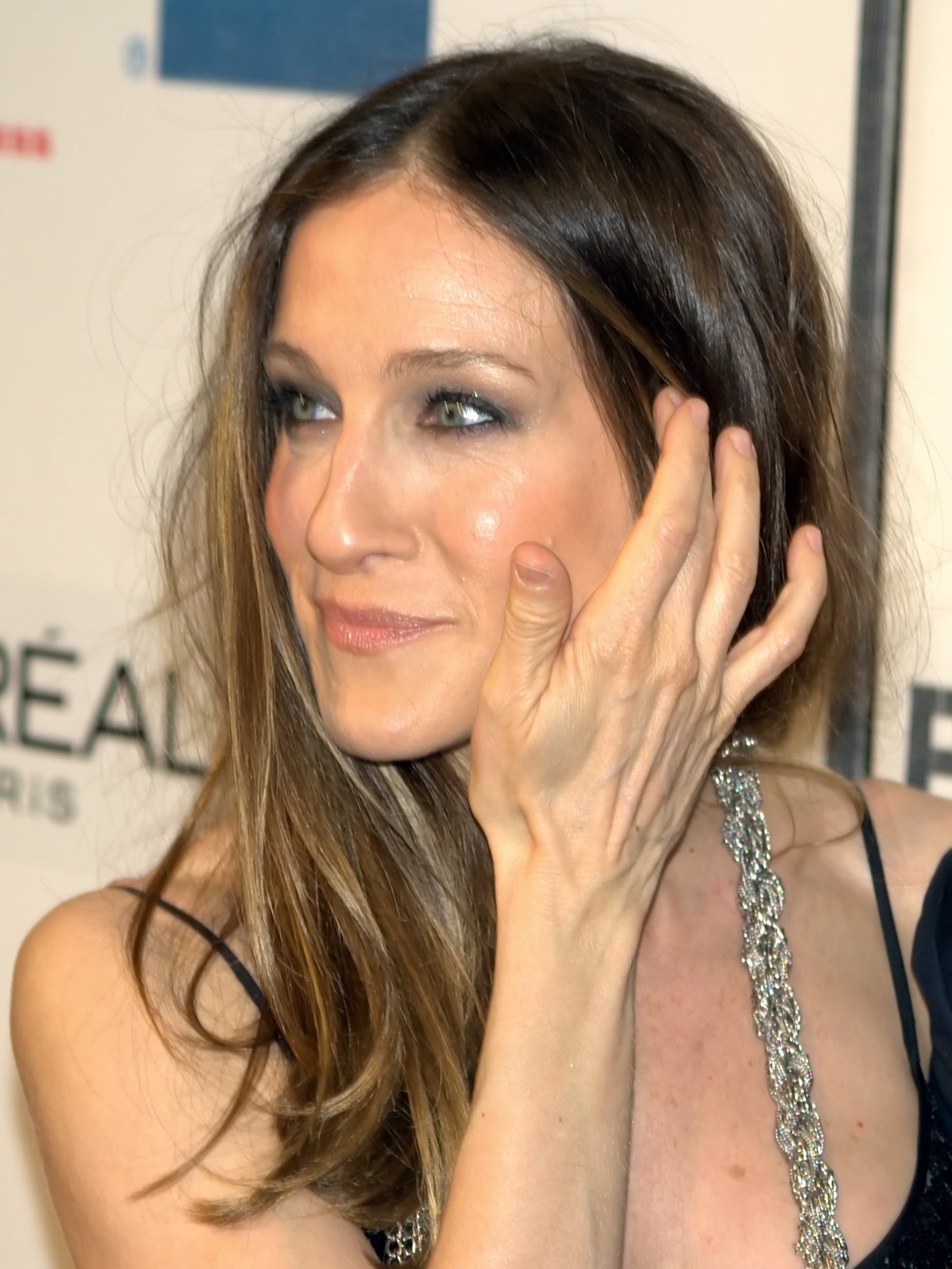
Sarah Jessica Parker em 2009 no Festival de Cinema de Tribeca.

### Cinema
| Ano  | Filme                                | Papel                          | Obs.                        |
| ---- | ------------------------------------ | ------------------------------ | --------------------------- |
| 1974 | The Little Match Girl                | The Little Match Girl          | Creditada como Sarah Parker |
| 1983 | Somewhere Tomorrow                   | Lori Anderson                  |                             |
| 1984 | Footloose                            | Rusty                          |                             |
| 1984 | Firstborn                            | Lisa                           |                             |
| 1985 | Girls Just Want to Have Fun          | Janey Glenn                    |                             |
| 1986 | Flight of the Navigator              | Carolyn McAdams                |                             |
| 1989 | The Ryan White Story                 | Laura                          | Filme para TV               |
| 1991 | L.A. Story                           | SanDeE*                        |                             |
| 1992 | In the Best Interest of the Children | Callie Cain                    |                             |
| 1992 | Honeymoon in Vegas                   | Betsy/Donna                    |                             |
| 1993 | Striking Distance                    | Jo Christman/Det. Emily Harper |                             |
| 1993 | Hocus Pocus                          | Sarah Sanderson                |                             |
| 1994 | Ed Wood                              | Dolores Fuller                 |                             |
| 1995 | Miami Rhapsody                       | Gwyn Marcus                    |                             |
| 1996 | Mars Attacks!                        | Nathalie Lake                  |                             |
| 1996 | If Lucy Fell                         | Lucy Ackerman                  |                             |
| 1996 | The First Wives Club                 | Shelly Stewart                 |                             |
| 1996 | Extreme Measures                     | Jodie Trammel                  |                             |
| 1997 | 'Til There Was You                   | Francesca Lanfield             |                             |
| 1999 | Dudley Do-Right                      | Nell Fenwick                   |                             |
| 2000 | State and Main                       | Claire Wellesley               |                             |
| 2001 | Life Without Dick                    | Colleen Gibson                 |                             |
| 2005 | The Family Stone                     | Meredith Morton                |                             |
| 2006 | Strangers with Candy                 | Peggy Callas                   |                             |
| 2006 | Failure to Launch                    | Paula                          |                             |
| 2007 | Spinning Into Butter                 | Sarah Daniels                  |                             |
| 2008 | Smart People                         | Janet Hartigan                 |                             |
| 2008 | Sex and the City                     | Carrie Bradshaw                |                             |
| 2009 | Did You Hear About the Morgans?      | Meryl Morgan                   |                             |
| 2010 | Sex and the City 2                   | Carrie Bradshaw                |                             |
| 2011 | New Year's Eve                       | Kate                           |                             |
| 2011 | I Don't Know How She Does It         | Kate Reddy                     |                             |
| 2015 | "All Roads Lead to Rome"             | Maggie                         |                             |
| 2022 | Hocus Pocus 2                        | Sarah Sanderson                | Filme para Disney+          |

### Televisão
| Ano       | Título                     | Papel             | Obs.                                                            |
| --------- | -------------------------- | ----------------- | --------------------------------------------------------------- |
| 1980      | 3-2-1 Contact              | Annie             | 3 episódios                                                     |
| 1982-1983 | Square Pegs                | Patty Greene      | Protagonista                                                    |
| 1984      | ABC Afterschool Specials   | Suzanne Henderson | ep. "The Almost Royal Family"                                   |
| 1986      | Hotel                      | Rachel            | ep. "Hearts Divided"                                            |
| 1987-1988 | A Year in the Life         | Kay Erickson      | Elenco principal                                                |
| 1989      | American Playhouse         | Amy-Beth          | ep. "Life Under Water"                                          |
| 1990-1991 | Equal Justice              | Jo Ann Harris     | Elenco principal                                                |
| 1994      | Saturday Night Live        | Apresentadora     | "Sarah Jessica Parker/R.E.M."                                   |
| 1999      | Space Ghost Coast to Coast | Ela mesma         | ep. "Curling Flower Space"                                      |
| 1998      | Stories from My Childhood  | Narradora         | ep. "Cinderella & The House on Chicken Legs"                    |
| 1998-2004 | Sex and the City           | Carrie Bradshaw   | Protagonista                                                    |
| 2007-2010 | Sesame Street              | Ela mesma         | ep. "Elmo Is Jealous of Marco" e "Jack Grows His Own Beanstalk" |
| 2010      | Who Do You Think You Are?  | Ela mesma         | "Sarah Jessica Parker"                                          |
| 2012      | Glee                       | Isabelle Klempt   | Elenco Principal (4ª temporada)                                 |
| 2016      | "divorce"                  | Frances           | Protagonista                                                    |
| 2021–2025 | And Just Like That...      | Carrie Bradshaw   | Protagonista                                                    |

## Parte Técnica

### Como produtora
| Ano       | Título                    | Papel        | Obs.         |
| --------- | ------------------------- | ------------ | ------------ |
| 2002-2004 | Sex and the City          | Produtora    | 28 episódios |
| 2008      | Sex and the City: O Filme | Co-produtora |              |
| 2010      | Sex and the City 2        | Produtora    |              |

## Prêmios e indicações
- Venceu o Emmy Award para Melhor Atriz (série de comédia) pela série O Sexo e a Cidade em 2004.
- Venceu o Globo de Ouro para Melhor Atriz (série cómica ou musical) em televisão pela série O Sexo e a Cidade em 2000 a2002 e 2004 pela sua actuação como "Carrie Bradshaw".
- Venceu o SAG Award para Melhor Atriz (série de comédia) pela série O Sexo e a Cidade em 2001.
- Recebeu uma indicação em 2005 ao Globo de Ouro de Melhor Atriz (comédia ou musical) em cinema, por The Family Stone (br: Tudo em Família).